# Сукуєв Віталій Володимирович
Віталій Володимирович Сукуєв (рос. Виталий Владимирович Сукуев; 6 червня 1979, Нижній Бургалтай, Бурятська АРСР — 28 вересня 2022, Україна) — російський офіцер, полковник ПДВ РФ. Герой Російської Федерації.

## Біографія
В 1994 році закінчив Нижньобургалтайську школу, після чого вступив в Бурятський аграрний коледж в Улан-Уде. Під час навчання був призваний в ЗС РФ, служив у Забайкальському військовому окрузі. Після закінчення строкової служби в 1999 році підписав контракт. У 2004 році закінчив Омський танковий інженерний інститут за спеціальністю «технічне забезпечення підрозділів і військових частин», після чого був призначений командиром взводу роти обслуговування і ремонту 769-ї центральної бази резерву танків Сибірського військового округу. З 2006 року — командир своєї роти, з 2007 року — начальник відділу зберігання своєї бази. З 2008 року — командир розвідувального взводу, потім — розвідувальної роти 1198-го окремого розвідувального батальйону (гірського) 33-ї окремої мотострілецької бригади. В травні-жовтні 2009 року — командир розвідувальної роти (гірської) розвідувального батальйону (гірського) 33-ї окремої розвідувальної бригади. У 2010/11 роках — начальник штабу і заступник командира свого батальйону. У 2011/13 роках — начальник штабу і заступник командира розвідувального батальйону (гірського) 33-ї окремої мотострілецької бригади (гірської). У 2015/16 роках — старший офіцер 4-го Управління (резервних формувань мотострілецьких військ) 12-го командування резерву.
За даними розвідки України Сукуєв восени 2014-го — взимку 2015 років брав участь у війні на Донбасі та командував батальйоном у структурі «Народної міліції ДНР».
У 2016/17 роках — командир розвідувального батальйону 11-ї окремої десантно-штурмової бригади, з 2017 року — 162-го розвідувального батальйону 7-ї десантно-штурмової дивізії. У 2020 роках брав участь у інтервенції в Сирію, з 24 лютого 2022 року — у вторгненні в Україну. З квітня 2022 року — командир 108-го десантно-штурмового полку. Загинув від вибуху протитанкової міни на Херсонському напрямку. 5 жовтня був похований в рідному селі.

## Нагороди
- Медаль «За відзнаку у військовій службі» 3-го і 2-го ступеня (15 років)
- Медаль Суворова (2015)
- Орден Мужності — нагороджений двічі (2016, 2022).
- Медаль «За відвагу» (2020)
- Звання «Герой Російської Федерації» (14 листопада 2022, посмертно) — «за мужність і героїзм, проявлені під час виконання військового обов'язку.» Раніше неодноразово був представлений до звання.